# Algidus

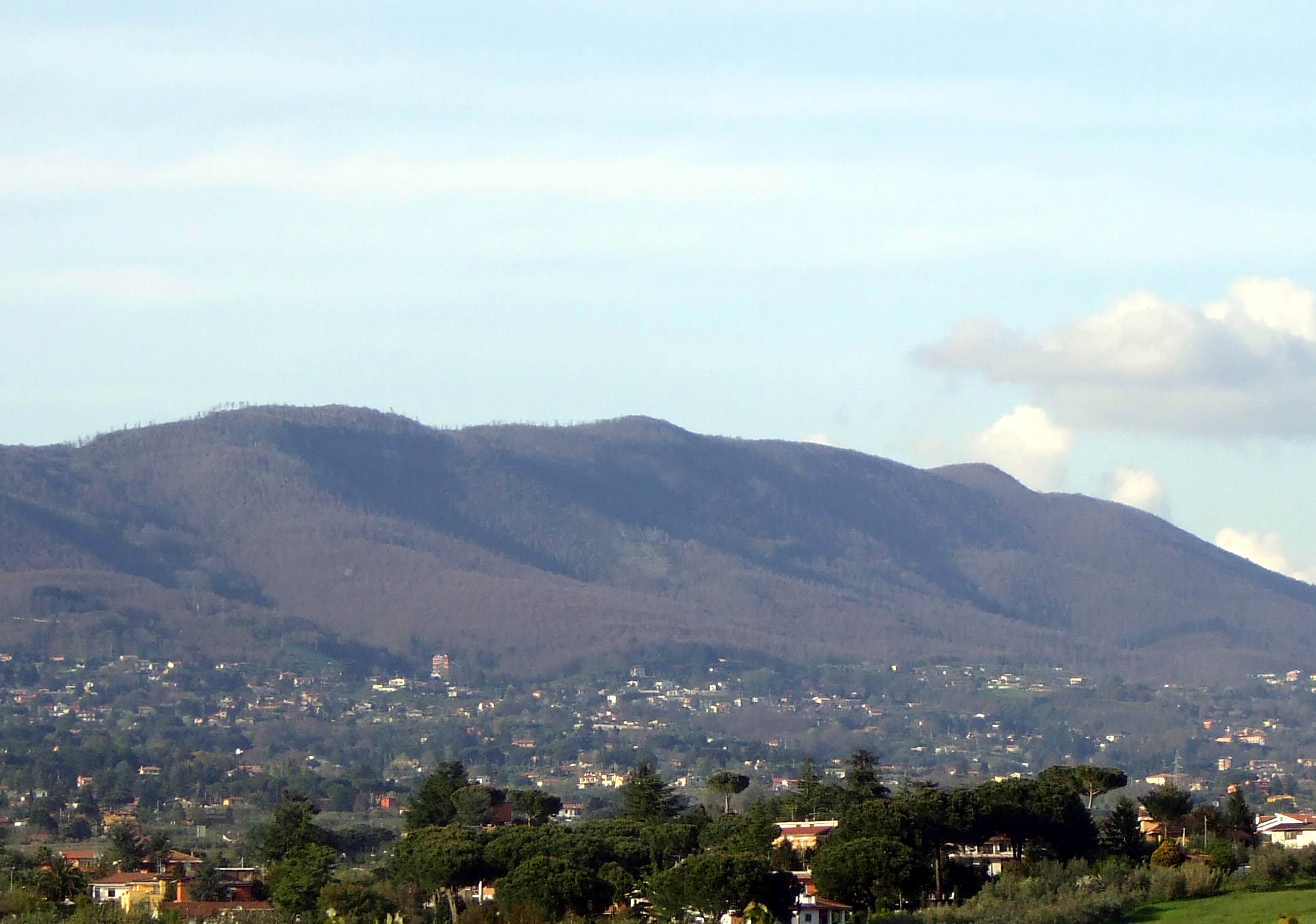
Blick auf die Bergkette mit Monte Artemisio, Monte Peschio und Maschio d’Ariano.

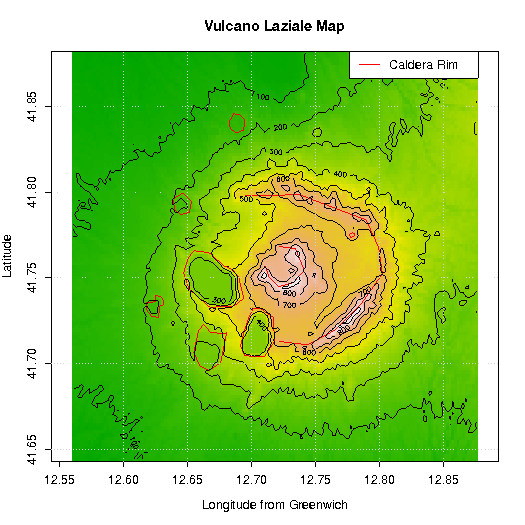
In rot/rosa die hauptsächlichen Erhebungen der Albaner Berge (des Vulcano Laziale). Der Algidus antiker Quellen wird im Bereich des nord- und des südöstlichen Kamms vermutet, der südliche ist der M. Artemisio. Zwischen ihnen am Ostrand liegt die Cava d’Aglio.

Als Algidus (auch Algidus mons oder mons Algidus) wurde in der Antike ein Teil der Albaner Berge zwischen Tusculum und Velitrae bezeichnet. Inwieweit nur ein einzelner Berg der Kette, die zur östlichen Begrenzung des durch Vulkanismus entstandenen Massivs (Vulcano Laziale) gehört, gemeint war, lässt sich nicht erschließen. Für die Lokalisierung dachte man an die heute Monte Artemisio genannte Bergkette auf dem Gemeindegebiet Velletris, weil Horaz den mons Algidus mit einem alten Kult der Göttin Diana (= Artemis) in Beziehung gesetzt hat. Titus Livius erwähnt außerdem einen Tempel der Fortuna in Algido. Gebäudereste eines Heiligtums wurden an keiner Stelle zwischen Tusculum und Velletri gefunden.

## Topographie
Ein tiefer, heute Cava d’Aglio genannter Einschnitt teilt die zwischen Tusculum und Velletri verlaufende Kette an ihrem östlichsten Punkt in zwei fast gleich große Teile. Die höchsten Punkte des südlichen Monte Artemisio sind der Maschio Artemisio (812 m), Monte dei Ferrari (890 m), Maschio d’Ariano bzw. Maschio dell’Ariano mit den Ruinen des Castel Lariano (891 m) sowie Monte Peschio (939 m), im etwas niedrigeren Nordteil der M. Salomone bei Rocca Priora (773 m). In der Antike war das Gebirge mit Steineichenwäldern bedeckt.
Durch die Cava d’Aglio verlief die Via Latina, weshalb die Route im 5. Jahrhundert v. Chr. eine hohe strategische Bedeutung in den Kriegen Roms mit den Aequern und Volskern besaß. Obwohl der mons Algidus nicht selbst zum Gebiet der Aequer gehörte, scheint er mehrmals im Zuge kriegerischer Auseinandersetzungen besetzt worden zu sein.

## Antike Schriftquellen
In der Kaiserzeit befanden sich im Gebiet des Algidus größere Villen sowie möglicherweise eine von Strabon erwähnte Straßenstation. Zwar wird das Gebirge als kalt beschrieben, allerdings auch für seine Anmut gerühmt. Das kühle Klima begünstigte nicht nur den Villenbau für die Sommerfrische, sondern auch den Anbau Kälte liebender Gemüse wie die Kichererbse und den Rettich, wie Plinius zu berichten wusste. Dionysios von Halikarnassos nennt irrtümlich einen Ort Algidum, der ansonsten nur noch von Stephanos von Byzanz, der hier wohl Dionysios abschreibt, erwähnt wird.

## Archäologische Nachweise
Archäologisch nachweisbar insbesondere aus dem weiteren Gemeindegebiet von Lariano sind wenige Spuren römischer Villen und Gräber archaischer Zeitstellung. Unter den immer wieder gemachten Funden an den Hängen des Monte Artemisio befindet sich auch eine Reihe von figürlichen Votivgaben, die mit einem örtlichen Kult in Verbindung gebracht werden können. Unter diesen zeugt einzig ein Fragment, das als Antefix gedeutet werden könnte, von einem möglichen Kultbau in der Gegend. Die Funde stammen aus einem auch von einer Villa eingenommenen Bereich und befinden sich heute im Museo Civico von Velletri. Darüber hinaus lassen sich nur mittelalterliche Bauten und Anlagen nachweisen.